# Saabs sista strid
Saabs sista strid: den osannolika historien om Sveriges största konkurs är en bok av den svenska ekonomijournalisten Jens B Nordström. Den skildrar Spykers köp av Saab, de ekonomiska problemen som följde, de allt mer desperata försöken att hitta samarbetspartners, flykten in i rekonstruktion och slutligen konkurs.
Boken vann priset Guldspaden 2015.
Boken blev omtalad då den avslöjade att den brottsmisstänkte finansmannen Vladimir Antonov var hemlig aktieägare i Spyker och Saab, trots att både General Motors och Europeiska investeringsbanken (EIB) undanbett sig hans närvaro. Detta skedde genom två bulvanfonder, Gemini och Taurus, som båda numera är misstänkta för att vara involverade i ekonomisk brottslighet. Det blev även rubriker då det framkom att finansminister Anders Borg förlängt kraschen i Saab, genom att kontakta EIB och vädja om att de inte skulle kräva tillbaka sina lån.
Saabs sista strid utkom i augusti 2014. Boken fick positiva recensioner i bland annat Dagens Nyheter och Ölandsbladet.